# Aeroportul La Palma
Aeroportul La Palma (în spaniolă Aeropuerto de La Palma) (IATA: SPC, ICAO: GCLA) este un aeroport din Breña Baja⁠(d), Provincia Santa Cruz de Tenerife, Insulele Canare, Spania ce deservește zona Santa Cruz de La Palma. Aeroportul a fost tranzitat în 2022 de 1.306.947 de pasageri. A fost deschis în 15 aprilie 1970 și numit după La Palma.
Situat la o altitudine de 33 m, aeroportul dispune de 1 pistă. Este operat de ENAIRE⁠(d).

## Infrastructură

### Piste
Aeroportul dispune de o singură pistă. Pista 18/36 are suprafața de asfalt și dimensiunile 2.200 m × 45 m. 